# Невідомий (фільм, 2006)
Невідомий  (Unidentified) — науково-фантастичний християнський фільм 2006 року, знятий Річем Крістіано та Елвіном Маунтом.

## Про фільм
Два репортери досліджують серію спостережень НЛО та виявляють надприродний зв'язок. 
Досліджується зв'язок НЛО з подіями Судного дня.

## Знімались
| Актор               | Роль   |
| ------------------- | ------ |
| Джонатан Обе        | Кіт    |
| Джош Адамсон        | Бред   |
| Майкл Блейн-Розгей  | Даррен |
| Ребекка Сент-Джеймс | Колін  |